# Almadina
Almadina, amtlich portugiesisch Município de Almadina, ist eine Kleinstadt im Bundesstaat Bahia, Brasilien. Sie liegt 450 km von der Hauptstadt Salvador da Bahia entfernt. Die Einwohnerzahl wurde am 1. Juli 2018 auf 5566 Bewohner geschätzt, die Almadinenser genannt werden.
Stadtpräfekt ist seit der Kommunalwahl 2016 für die Amtszeit 2017 bis 2020 Milton Silva Cerqueira des Partido Trabalhista Nacional (PTN).
Almadina lag von 1989 bis 2017 in der geostatistischen Mesoregion Mesorregião do Sul Baiano und bildete mit 40 weiteren Städten die Mikroregion Microrregião de Ilhéus-Itabuna. Umliegende Ortschaften sind Coaraci, Floresta Azul, Ibicarai, Ibicui und Itapitanga. Der Munizip zeigt einen Bevölkerungsrückgang durch Abwanderung. Die Fläche beträgt 245,236 km² mit einer Bevölkerungsdichte von 25 Einwohnern pro km.

## Einwohnerentwicklung
| Jahr | Einwohner |
| ---- | --------- |
| 1991 | 10.004    |
| 1996 | 8.251     |
| 2000 | 7.862     |
| 2007 | 6.687     |
| 2010 | 6.357     |
| 2016 | 6.062     |
| 2018 | 5.566     |